# Maria Teresa Sartorius y de Liechtenstein
 (septembre 2012).
Si vous disposez d'ouvrages ou d'articles de référence ou si vous connaissez des sites web de qualité traitant du thème abordé ici, merci de compléter l'article en donnant les références utiles à sa vérifiabilité et en les liant à la section « Notes et références ».
Maria Teresa Sartorius y de Liechtenstein, née le 21 novembre 1992 à Madrid, Espagne, parente proche des princes de Liechtenstein.
Elle est la fille unique de  Vicente Sartorius y Cabeza de Vaca, 4e marquis de Mariño (1931-2002) et de la princesse Nora de Liechtenstein (née le 31 octobre 1950).
Elle est la nièce de Hans-Adam II, actuel prince de Liechtenstein.